# Saif al-Islam Muammar Al-Gaddafi
Saif al-Islam Muammar Gaddafi (em árabe: سيف الإسلام معمر القذافي; nascido em 25 de junho de 1972) é uma figura política líbia. Ele é o segundo filho do falecido líder líbio Muammar Gaddafi e sua segunda esposa Safia Farkash. Ele fazia parte do círculo íntimo de seu pai, desempenhando relações públicas e papéis diplomáticos em seu nome. Ele rejeitou publicamente a oferta de seu pai do segundo posto mais alto do país e não ocupou nenhum cargo oficial no governo. De acordo com funcionários do Departamento de Estado americano em Trípoli, durante o reinado de seu pai, ele foi a segunda pessoa mais amplamente reconhecida na Líbia, sendo às vezes o primeiro-ministro "de fato", e foi mencionado como um possível sucessor, embora tenha rejeitado isso. Um mandado de prisão foi emitido contra ele em 27 de junho de 2011 pelo Tribunal Penal Internacional (TPI) por acusações de crimes contra a humanidade contra o povo líbio, por matar e perseguir civis, nos termos dos Artigos 7(1)(a) e 7(1)(h) do Estatuto de Roma.
Gaddafi foi capturado no sul da Líbia pela milícia Zintan em 19 de novembro de 2011, após o fim da Guerra Civil Líbia, e levado de avião para Zintan. Ele foi condenado à morte em 28 de julho de 2015 por um tribunal de Trípoli por crimes durante a guerra civil, em um julgamento amplamente criticado realizado à revelia. Ele permaneceu sob custódia das autoridades independentes de facto de Zintan.  Em 10 de junho de 2017, ele foi libertado da prisão em Zintan, de acordo com um comunicado do Batalhão Abu Bakr al-Siddiq. Mais tarde no mesmo mês, sua anistia total foi declarada pelo governo baseado em Tobruk liderado por Khalifa Haftar. Em dezembro de 2019, Gaddafi permanece procurado com mandado de prisão do TPI por crimes contra a humanidade.

## Corrida presidencial de 2021
Gaddafi anunciou em 22 de março de 2018 de Túnis que concorrerá ao cargo de presidente nas próximas eleições gerais da Líbia no âmbito da Frente Popular para a Libertação da Líbia (FPLL). Ayman Abu Ras, porta-voz do partido, disse que Gaddafi desejava se concentrar em um programa de "reforma", ou seja, projetos de reconstrução.